# Stebli, Kovel
Stebli (în ucraineană Стеблі) este un sat în comuna Skulîn din raionul Kovel, regiunea Volînia, Ucraina.

## Demografie
Componența lingvistică a localității Stebli
     Ucraineană (99,32%)
     Alte limbi (0,68%)
Conform recensământului din 2001, majoritatea populației localității Stebli era vorbitoare de ucraineană (99,32%), existând în minoritate și vorbitori de alte limbi.